# ウミリンゴ綱
ウミリンゴ綱（ウミリンゴこう、学名：Cystoidea）とは、動物界棘皮動物門有柄亜門に属する絶滅した動物群。オルドビス紀からデボン紀にかけて生息していた。

## 形態
石灰質の板でできている球状、卵形をした苞に柄がついている。
萼部に口と肛門がある。層状の板から柄が成る。

## 生態
ウミツボミ類や、ウミユリ類同様に、海底で、固着生活をしている。
海中の懸濁物を食べていた。主にシルル紀に繁栄した。